# بیرونیتسه
بیرونیتسه (به چکی: Běrunice) یک منطقهٔ مسکونی در جمهوری چک است که در ناحیه نیمبورک واقع شده‌است.